# Karol Hiller

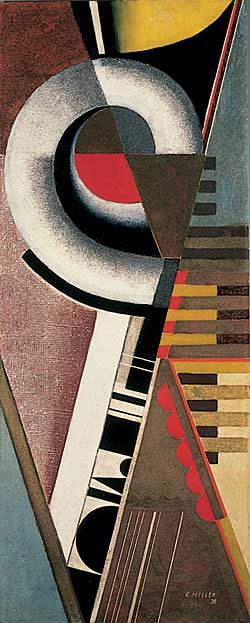
Kompozycja ze spiralą, 1928

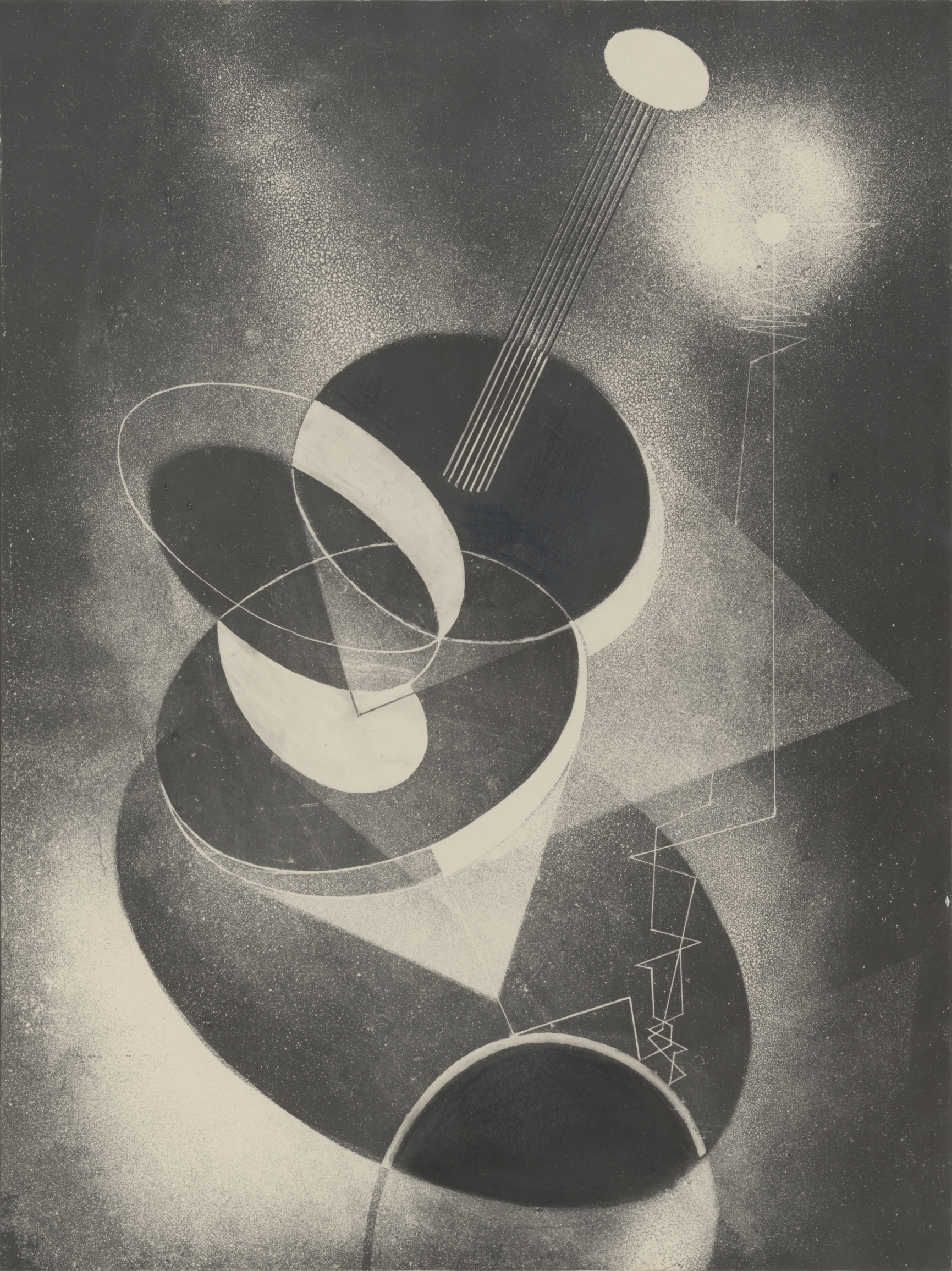
Kompozycja heliograficzna XXXVI, 1937

Karol Hiller (ur. 1 grudnia 1891 w Łodzi, zm. w grudniu 1939) – polski malarz, grafik, fotograf. Reprezentant nurtu konstruktywistycznego w latach 20. XX wieku. Wynalazca techniki graficznej – heliografiki, którą zaczął stosować w roku 1928 i rozwijał do końca życia. Łączył w niej elementy techniki fotograficznej, grafiki, rysunku i malarstwa.

## Życiorys
W latach 1910–1912 studiował chemię w Wyższej Szkole Technicznej w Darmstadt. Kontynuował studia na Politechnice Warszawskiej. W okresie I wojny światowej został powołany do wojska i ewakuowany do Rosji. W Kijowie rozpoczął studia na Ukraińskiej Akademii Sztuk Pięknych, gdzie zapoznał się z estetyką i techniką malarstwa ikonowego. W Kijowie zaangażował się politycznie po stronie lewicy.
W roku 1921 powrócił do Polski i zamieszkał w Łodzi. Od początku lat 30. XX w. do aresztowania przez Niemców w 1939 r. mieszkał na nowym łódzkim osiedlu im. Montwiłła-Mireckiego, przy ul. Srebrzyńskiej 93 m. 27. Wraz z lewicowym poetą Witoldem Wandurskim zajął się upowszechnianiem sztuki wśród mieszkańców Łodzi. W roku 1926 wykonał litografie do tomu poezji Wandurskiego Sadze i złoto. Był założycielem Stowarzyszenia Artystów i Miłośników Sztuk Plastycznych „Start”. W latach 1933–1936 był redaktorem pisma „Forma”. Zajmował się grafiką książkową oraz malarstwem ściennym.
W latach 1930–1937 uczestniczył w wystawach Instytutu Propagandy Sztuki w Łodzi i Warszawie.
Aresztowany około 11 listopada 1939 r., w ramach akcji łódzkiego Gestapo przeciwko inteligencji Łodzi i okręgu łódzkiego („Intelligenzaktion Litzmannstadt”). Osadzony w obozie przejściowym przy ul. Krakowskiej (ob. Liściasta) na Radogoszczu w Łodzi. Pomimo podejmowanych przez rodzinę prób uwolnienia (był pochodzenia niemieckiego) został rozstrzelany, prawdopodobnie 20 grudnia 1939 r., w lesie lućmierskim pod Łodzią.

### Działalność społeczno-polityczna
Działacz Ligi Obrony Praw Człowieka i Obywatela. Członek Komunistycznej Partii Polski do jej rozwiązania w sierpniu 1938 roku.
Współtwórca, wraz z dr Stanisławem Więckowski, Kazimierzem Gallasem, Wincentym Tomaszewiczem, w lutym 1938 r., „Łódzkiego Klubu Demokratycznego” (w ramach ogólnopolskich Klubów Demokratycznych, postępowej, antyfaszystowskiej organizacji społeczno-politycznej polskiej inteligencji tworzonych w latach 1937–1939 z inicjatywy Mikołaja Kwaśniewskiego, opozycyjnej wobec rządu sanacyjnego; w kwietniu 1939 r. lokalne „Kluby Demokratyczne” połączyły się w Stronnictwo Demokratyczne).

## Upamiętnienie
W 1946 r. Miejska Rada Narodowa w Łodzi uhonorowała pośmiertnie K. Hillera Nagrodą Plastyczną m. Łodzi, jako swego rodzaju moralne zadośćuczynienie, ponieważ kandydował do niej w 1932 i 1937 r.. Nagrodę, w formie stypendium, otrzymało dwóch studentów łódzkiej Państwowej Wyższej Szkoły sztuk Plastycznych. W tym czasie jej wykładowca – Władysław Strzemiński zaproponował nadanie tej uczelni imienia Hillera, ale zamysł ten nie został zrealizowany.
Pierwsza pośmiertna wystawa monograficzna prac K. Hillera miała miejsce w Muzeum Sztuki w Łodzi, w 1967 roku.
Zamysł nadania jednej z łódzkich ulic jego imienia powstał z okazji 40. rocznicy jego tragicznej śmierci (red. Gustaw Romanowski z „Głosu Robotniczego”, 1979), ale nie został zrealizowany.
Ponowna duża wystawa retrospektywna w Muzeum Sztuki w Łodzi Karol Hiller, 1891–1939. Nowe widzenie: malarstwo, heliografika, rysunek, grafika miała miejsce w okresie listopad 2002 – marzec 2003 (kuratorki: Zenobia Karnicka, Janina Ładnowska).
Uchwałą Rady Miejskiej w Łodzi z 20.10.2021 r. nazwiskiem K. Hillera nazwano skwer położony przy Akademii Sztuk Pięknych w Łodzi.
Został upamiętniony na wystawie dr Ludwiki Majewskiej pt. „Zagłada mikrokosmosu. Inteligencja w obozie w Radogoszczu 1939/40”, której wernisaż odbył się 10 października 2024 r. w Oddziale Martyrologii Radogoszcz Muzeum Tradycji Niepodległościowych w Łodzi.